# Ultan Dillane

a Compétitions nationales et continentales officielles uniquement.

b Matchs officiels uniquement.
Dernière mise à jour le 11 janvier 2023.
Ultan Dillane, né le 9 novembre 1993 à Paris, est un joueur franco-irlandais international irlandais de rugby à XV évoluant au poste de deuxième ligne. Il joue depuis 2022 avec l'équipe du Stade rochelais et depuis 2016 en équipe d'Irlande.

## Biographie
Ultan Dillane est né en France, dans la ville de Paris d'une mère franco-irlandaise et d'un père franco-ivoirien. À l'âge de 7 ans, Ultan Dillane et sa famille déménagent dans le comté natal de sa mère, le comté de Kerry.

## Carrière

### Premiers pas dans le rugby
Ultan Dillane commence le rugby dans le club local du Tralee RFC. Il est invité par un voisin à commencer le rugby, mais d'abord réticent à l'idée de faire du sport, il rejoint le club seulement lorsque sa mère lui propose de lui donner 5€ pour qu'il commence le rugby. Il quitte ensuite la province du Munster pour rejoindre le club de rugby de la province voisine, l'académie du Connacht Rugby.

### Débuts professionnels avec le Connacht (2014-2015)
Il rejoint l'académie du Connacht lors de la saison 2012-2013 et devient étudiant de l'Université nationale d'Irlande à Galway. Il rejoint le club amateur des Galway Corinthians RFC avec lesquels il dispute la All Ireland League. Il fait ses débuts avec l'équipe professionnel du Connacht le 19 décembre 2014 lors d'un match de Pro12 contre le Leinster. Quelques semaines plus tard, il signe son premier contrat professionnel qui le lie avec le Connacht jusqu'en 2017.

### International et vainqueur du Pro12 (2015-2022)
Il est appelé pour la première fois pas Joe Schmidt en sélection irlandaise à l'occasion du Tournoi des Six Nations 2016. Il joue son premier match international au stade de Twickenham face au XV de la rose.
Pour sa deuxième saison professionnel, Ultan Dillane remporte, pour la première fois de l'histoire de son club, le Pro12 en battant en finale le Leinster sur le score de 20 à 10. Il participe également à la tournée du XV du Trèfle en Afrique du Sud en juin 2016.

### Départ en France (2022-)
Le Stade rochelais, récent champion d'Europe, le recrute à partir de la saison 2022-2023.

## Palmarès

### En club
- Vainqueur du Pro12 en 2015-2016 avec le Connacht
- Vainqueur de la Champions Cup en 2023 avec le Stade rochelais
- Finaliste du Championnat de France en 2023 avec le Stade rochelais

### Distinction personnelle
- Membre de l'équipe type de la saison 2015-2016 du Pro12